# Samba (Band)
 Samba ist eine deutsche Band, die 1994 in Münster gegründet wurde, mittlerweile aber in Hamburg, Leipzig und Berlin zu Hause ist.
Mitte der 1990er Jahre bei Sony als hoffnungsvolle Newcomer im Windschatten der Hamburger Schule unter Vertrag, entwickelte sich die Gruppe um Songwriter Knut Stenert von deutschsprachigem Punk hin zu Indie-Pop, ohne dabei ein Massenpublikum ansprechen zu können. Der Name der Band geht auf einen seit den 1970er Jahren beliebten Sportschuh des Unternehmens Adidas zurück.

## Geschichte
Samba wurde 1994 von den Schulfreunden Knut Stenert und Götz Grommek mit Schlagzeuger Thomas Hoppe gegründet. 1995 wurde ihre EP Das Licht bei Sony veröffentlicht, das Titelstück Das Licht, das auf mich scheint und aus dem Kühlschrank meiner Küche kommt gelangte zu mäßigem Radioruhm. Von der Debüt-LP Zuckerkick war das Video zu Flach und aus Milch im Musikfernsehen zu sehen.
Mit ihren deutschsprachigen Texten und verträumter Punkpop-Attitüde wurde die Band schnell mit der Hamburger Schule in Verbindung gebracht, obwohl sie mit entsprechenden Bands bis auf die Sprache kaum etwas gemein hatte.
Nachdem das zweite, mit dem neuen Schlagzeuger Matthias Hirzel (auch bekannt als E.V. Hirzel und Hirzel Hirzelnsen) aufgenommene Album t.b.a., das die letzten Rocksongs enthält und die Entwicklung hin zu einer Indie-Pop-Band eröffnet, keinen Erfolg fand, wurde die Band von ihrem Major-Musiklabel Epic Records (Tochter von Sony Music) fallen gelassen. Die folgenden zwei CDs wurden in Hirzels Studio in Münster von der Band produziert und erschienen 1999 und 2001 beim Münchener Label Blickpunkt Pop, von dem unter anderem die Sportfreunde Stiller entdeckt wurden.

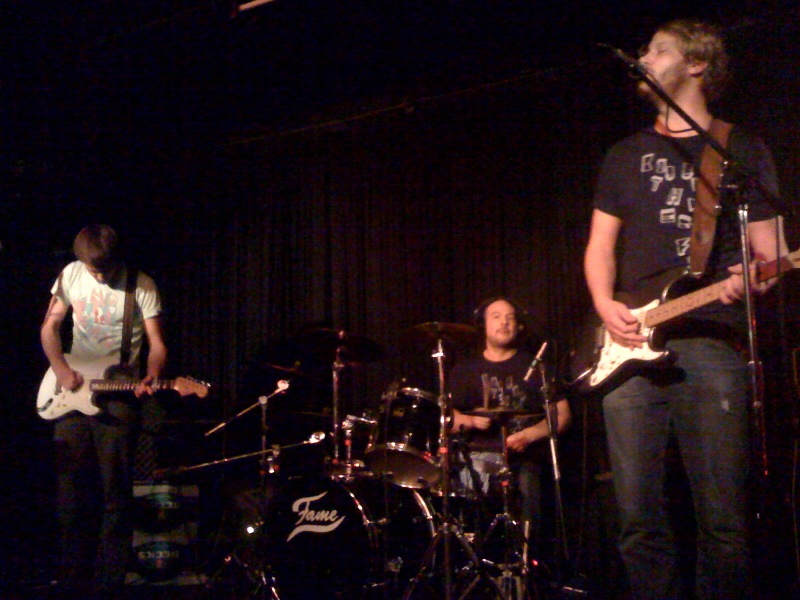
Knut und die Herbe Frau, November 2009 in Berlin

2004 ist Samba beim angesehenen Indie-Label Tapete Records untergekommen und veröffentlichte dort das Album Aus den Kolonien. Am 14. Juli 2006 erschien beim gleichen Label das sechste Album Himmel für alle, das im Frühjahr 2006 in Berlin aufgenommen wurde. Da Hirzel Hirzelnsen die Band verlassen hatte, halfen im Studio Tobias Siebert (Schlagzeug, Gitarre), der das Album zusammen mit Knut Stenert produzierte, und dessen Bandkollege bei Delbo, Florian Lüning (ebenfalls Schlagzeug), aus. Auf Tour trat die Band ab September 2006 mit dem Ex-Astra-Kid-Gitarristen Christian Götzer am Schlagzeug auf. 2008 wurde Götzer am Schlagzeug durch Jörn Brucker (Ex-Wolke) ersetzt. Zudem stieß Gitarrist Gregor Schenk zur Band.
Im Mai 2009 veröffentlichten Stenert und Benedikt Filleböck (Wolke) unter dem Namen „Knut und die herbe Frau“ ein gleichnamiges Elektropop-Album.
Am 1. April 2011 erscheint mit Die Ekstase der Möwen das siebte Samba-Album. Gründungsmitglied Götz Grommek, der heute bei der Band Elektrogrill Bass spielt, war bei den Aufnahmen nicht mehr dabei, live spielt nun Ramin Bijan von den Türen Bass.

## Diskografie

### Alben
- 1996: Zuckerkick (Epic)
- 1997: t.b.a. (Epic)
- 1999: Millionen ziehen mit (Blickpunkt Pop)
- 1999: gehört von... (Remixe von Millionen ziehen mit)
- 2001: Komando (Blickpunkt Pop)
- 2004: Aus den Kolonien (Tapete)
- 2006: Himmel für alle (Tapete)
- 2011: Die Ekstase der Möwen (Tapete)

### EPs
- 1995: Das Licht (Epic)
- 2006: Liebe kommt zurück (Tapete)

### Singles
- 1995: Delphine denken (Epic)
- 1997: V2 (Epic)
- 1997: Kummer (Epic)
- 2004: Bis der Tag beginnt (Tapete)